# Cyryl Czarkowski
Cyryl Czarkowski herbu Habdank (ur. 1795 w Wysuczce, zm. 1862 w Paryżu) – polski właściciel ziemski.

## Życiorys
Urodził się w 1795 w Wysuczce. Wywodził się z rodziny Czarkowskich herbu Habdank. Był synem-jedynakiem Tadeusza i Sokołowskiej.  Jego ojciec był członkiem Stanów Galicyjskich z 1783, szambelanem króla Polski Stanisława Augusta Poniatowskiego, udowodnił swoje szlacheckie pochodzenie w sądzie ziemskim halickim).
Został właścicielem majątków Wysuczka (zob. zamek w Wysuczce), Wołkowce, Piszczatyńce, Wierzchniakowce. 
Ożenił się z córką sąsiednich właścicieli ziemskich, Marią Golejewską herbu Kościesza. Po ślubie osiedli w Wołkowcach. Oboje mieli córkę zmarłą w dzieciństwie i do końca życia pozostali bezdzietni.
Na emigracji w Paryżu przyjaźnił się z Wiktorem Osławskim. Zmarł w 1862 w Paryżu.
Imię po nim otrzymał urodzony w 1885 Cyryl Czarkowski-Golejewski, syn przybranego syna Marii Czarkowskiej tj. Tadeusza Czarkowskiego-Golejewskiego – spadkobiercy dóbr Czarkowskich czyli tzw. Ordynacji Wysuckiej.